# John Hopkins (motorcoureur)

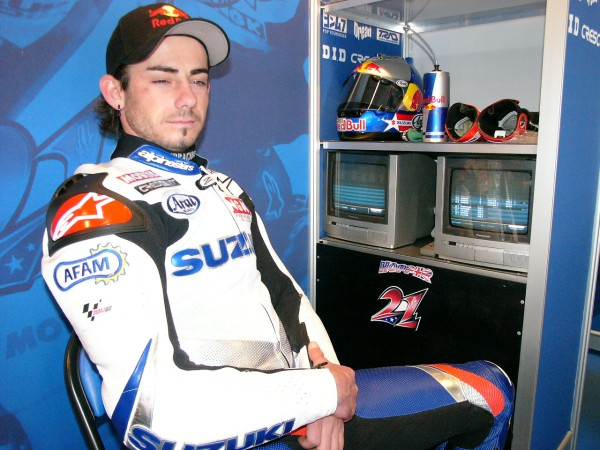
Hopkins in 2005

John Hopkins (Ramona (Californië), 22 mei 1983) is een Amerikaans motorcoureur.
Zijn bijnaam: is Hopper en hij rijdt bij voorkeur onder het nummer 21.
In 2002 kwam hij voor het eerst uit in de MotoGP-klasse op een Yamaha. Het daaropvolgende jaar ging hij over naar het fabrieksteam van Suzuki, waar hij vijf jaar bleef. In het seizoen 2008 reed hij voor Kawasaki.

## Biografie
Hopkins won zijn eerste wedstrijd in 1986 op een MiniBike. In 1999 schakelde hij volledig over naar de wegrace-klasse.
In de zomer van 2007 vroeg Hopkins zijn vriendin Ashleigh ten huwelijk op haar 21e verjaardag. Ze trouwden in Las Vegas in December 2007.

## MotoGP-carrière

### 2002

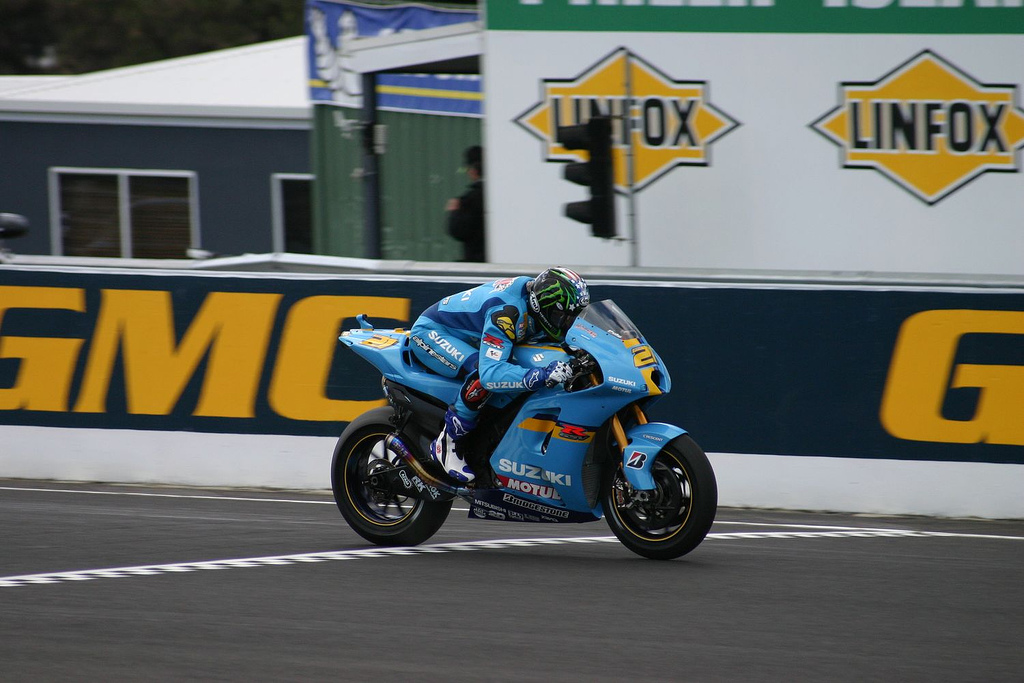

In 2002 reed Hopkins voor het team van WCM RedBull op een 500cc Yamaha naast Garry McCoy. Dit was het eerste jaar waarin 990 cc viertakt machines waren toegestaan ter voorbereiding op de MotoGP klasse die in 2003 de 500cc klasse zou gaan vervangen. De door Hopkins bereden Yamaha YZR500 motorfietsen waren hier duidelijk niet tegen opgewassen. Hopkins eindigde het seizoen als vijftiende met 58 punten, 25 punten meer dan zijn teamgenoot McCoy.

### 2003
In 2003 stapte Hopkins over naar het Suzuki-fabrieksteam waar hij een 990cc V4 viertakt machine ging berijden. Zijn teamgenoot was de 500cc wereldkampioen van 2000 Kenny Roberts, Jr.. De resultaten waren niet naar verwachting omdat de Suzuki niet voldoende vermogen kon brengen en de bandenslijtage boven gemiddeld was. Tijdens de Japanse Grand Prix in Motegi was Hopkins betrokken bij een zware en massale crash in de eerste bocht. Hij werd als veroorzaker van deze crash aangewezen en voor een wedstrijd geschorst waardoor hij niet startte in de Maleisische GP.
Tijdens de GP van Italië kreeg de machine van teamgenoot Kenny Roberts een probleem met het motormanagement waardoor hij Hopkins aanreed en beiden uit de race waren.
Aan het eind van het seizoen lag Hopkins op de 17e plaats met 29 punten, twee plaatsen en 7 punten voor zijn teamgenoot Kenny Roberts, Jr.

### 2004
Door de voortschrijdende technische ontwikkeling was de Suzuki GSV-R dit seizoen een stuk makkelijker te berijden. Hierdoor kwam Hopkins langzamerhand hoger in de ranglijsten.
Helaas waren er eveneens diverse technische problemen die het harde werk weer tenietdeden.
In Motegi, waar hij op de eerste rij startte, werd hij in de eerste bocht aangereden door Loris Capirossi, toevallig een van de rijders die Hopkins het jaar daarvoor zelf had aangereden. In de eindstand stond John Hopkins op de 16e plaats.

### 2005
In 2005 werd de leiding van de Suzuki MotoGP renstal overgenomen door Paul Denning die eerder successen had behaald met het Britse Suzuki Superbike team. Tijdens de race in Donington reed Hopkins korte tijd aan de leiding maar zijn beste resultaat behaalde hij in Motegi met een vijfde plaats. In de eindstand van dat jaar stond hij op de 14e plaats. Zijn resultaten tijdens de kwalificaties waren vaak beter dan tijdens de races. Dit werd vooral veroorzaakt door de Bridgestone banden die beter geschikt waren voor korte runs.

### 2006
Nog steeds bij Suzuki, nu gesponsord door Rizla met Chris Vermeulen als teamgenoot. Hopkins resultaten toonden nog steeds verbetering, want hij sloot het seizoen af op een 10e plaats met 116 punten. Hij behaalde een pole-positie in Assen en zijn beste resultaten waren twee vierde plaatsen in Shanghai, China en Catalunya, Spanje.

### 2007
Voor aanvang van het seizoen, waarin voor het eerst op de kleinere 800cc machines werd gereden, boekte Hopkins uitstekende testresultaten. Tijdens testen op het circuit van Jerez, Spanje op 15 februari viel hij en brak een pols. Toch was hij een maand later zover hersteld dat hij tijdens de eerste race van start kon gaan. Hopkins behaalde zijn eerste en langverwachte podium finish tijdens de GP van Shanghai, China. In de eindstand van dit jaar eindigde hij op de vierde plaats, twee plaatsen voor teamgenoot Vermeulen en vlak achter Rossi.

### 2008
In 2008 stapte Hopkins over naar Kawasaki. Dit werd misschien wel het meest frustrerende jaar voor de Amerikaan. Al kort in het seizoen, tijdens de kwalificatie de TT van Assen, brak Hopkins zijn enkel. Pas na zeven weken kon hij zijn rentree maken bij de grand prix van BRNO. Hopkins sloot het seizoen af op een teleurstellende zestiende plaats, nog net voor zijn teamgenoot Anthony West.

### 2009
Voor het begin van het MotoGP seizoen verkeert het Kawasaki team in zwaar weer. Wegens een miljoenen contract met Dorna moeten ze toch aan de start komen. Hopkins wordt werkloos aan de kant gezet, en het team gaat in afgeslankte vorm, onder de naam Hayate Racing door met alleen Marco Melandri als rijder. Nadat er twee races in het concurrerende World Superbike Kampioenschap verreden zijn en Hopkins beschikbaar is, krijgt hij de kans in te stappen bij het Stiggy Racing Honda team. Vanaf de derde race is hij er bij, maar ook dit jaar bestaat uit veel blessureleed na verschillende zware crashes. Hopper blijft vervolgens achtervolgd worden door blessures en is anno 2018 als rijder actief in het British Superbike kampioenschap.

## Klasseringen

### MotoGP
| 2002 | MotoGP | Yamaha   | JPN 12 | RSA 13  | SPA 14  | FRA 11  | ITA 12  | CAT 10  | NED 7  | GBR 8   | GER     | CZE Ret | POR 8   | BRA 14  | PAC 14  | MAL 18  | AUS 16 | VAL 11 |         |        | 15e  | 58  |
| 2003 | MotoGP | Suzuki   | JPN 13 | RSA 13  | SPA 7   | FRA Ret | ITA Ret | CAT 15  | NED 15 | GBR 11  | GER Ret | CZE 17  | POR 18  | BRA     | PAC Ret | MAL EX  | AUS 12 | VAL 13 |         |        | 17e  | 29  |
| 2004 | MotoGP | Suzuki   | RSA 13 | SPA 15  | FRA Ret | ITA     | CAT Ret | NED 14  | BRA 15 | GER 9   | GBR 8   | CZE Ret | POR 6   | JPN Ret | QAT 8   | MAL Ret | AUS 15 | VAL 12 |         |        | 16e  | 45  |
| 2005 | MotoGP | Suzuki   | SPA 14 | POR Ret | CHN 7   | FRA 16  | ITA 11  | CAT Ret | NED 14 | USA 8   | GBR 11  | GER DNS | CZE 14  | JPN 5   | MAL 9   | QAT 17  | AUS 10 | TUR 15 | VAL 13  |        | 14e  | 63  |
| 2006 | MotoGP | Suzuki   | SPA 9  | QAT Ret | TUR 17  | CHN 4   | FRA 15  | ITA 10  | CAT 4  | NED 6   | GBR 8   | GER 10  | USA 6   | CZE 7   | MAL 6   | AUS 12  | JPN 12 | POR 6  | VAL 11  |        | 10e  | 116 |
| 2007 | MotoGP | Suzuki   | QAT 4  | SPA 19  | TUR 6   | CHN 3   | FRA 7   | ITA 5   | CAT 4  | GBR 5   | NED 5   | GER 7   | USA 15  | CZE 2   | SMR 3   | POR 6   | JPN 10 | AUS 7  | MAL 8   | VAL 3  | 4e   | 189 |
| 2008 | MotoGP | Kawasaki | QAT 12 | SPA 7   | POR 5   | CHN 14  | FRA Ret | ITA Ret | CAT 10 | GBR Ret | NED DNS | GER     | USA     | CZE 11  | SMR 14  | IND 14  | JPN 10 | AUS 13 | MAL 11  | VAL 14 | 16e  | 57  |
| 2011 | MotoGP | Suzuki   | QAT    | SPA 10  | POR     | FRA     | CAT     | GBR     | NED    | ITA     | GER     | USA     | CZE DNS | IND     | RSM     | ARA     | JPN    | AUS    | MAL DNS | VAL    | 18e* | 6*  |

- De vetgedrukte letters zijn de polepositions
- De scheefgedrukte letters zijn de snelste rondes
- * Seizoen nog bezig

### WorldSBK
| 2009 | WSBK | Honda  | AUS | AUS | QAT | QAT | SPA 11 | SPA 12 | NED | NED | ITA | ITA | RSA | RSA | USA | USA | SMR DNS | SMR DNS | GBR 8 | GBR DNS | CZE Ret | CZE Ret | GER Ret | GER DNS | ITA | ITA | FRA | FRA | POR | POR | 23e | 17 |
| 2011 | WSBK | Suzuki | AUS | AUS | EUR | EUR | NED    | NED    | ITA | ITA | USA | USA | SMR | SMR | SPA | SPA | CZE     | CZE     | GBR 5 | GBR 7   | GER     | GER     | ITA     | ITA     | FRA | FRA | POR | POR |     |     | 19e | 20 |

- De vetgedrukte letters zijn de polepositions
- De scheefgedrukte letters zijn de snelste rondes

### AMA Superbikes Kampioenschap
| 2010 | AMA | Suzuki | DAY DNS | DAY Ret | FON 7 | FON 5 | RAT 5 | RAT 5 | INF | INF | RAM | RAM | M-O | M-O | LAG | VIR 15 | VIR DNS | N-J 5 | N-J 3 | BAR 3 | BAR 2 | 10e | 151 |

- De vetgedrukte letters zijn de polepositions
- De scheefgedrukte letters zijn de snelste rondes

### Brits Superbikes Kampioenschap
| 2011 | BSB | Suzuki | BHI 17 | BHI 5 | OUL 2 | OUL 1 | CRO 2 | CRO 3 | THR 4 | THR 3 | KNO 2 | KNO Ret | SNE 1 | SNE 3 | OUL Ret | OUL C | BHGP 4 | BHGP 3 | BHGP 2 | CAD DNS | CAD DNS | CAD DNS | DON 1 | DON 1 | SIL 1 | SIL 3 | BHGP 12 | BHGP 3 | 2e | 645 |

- De vetgedrukte letters zijn de polepositions
- De scheefgedrukte letters zijn de snelste rondes

## Behaalde resultaten
| Jaar     | Klasse          | Klasse                        | Klasse               | Klasse   | Pole | Races | Podium | 1e plaats | 2e plaats | 3e plaats | Snelste Ronde | Titels              |
| All-time | MotoGP          | MotoGP                        | MotoGP               | MotoGP   | 1    | 112   | 4      | 0         | 1         | 3         | 2             | 0                   |
| All-time | WorldSBK        | WorldSBK                      | WorldSBK             | WorldSBK | 1    | 9     | 0      | 0         | 0         | 0         | 0             | 0                   |
| All-time | AMA SBK         | AMA SBK                       | AMA SBK              | AMA SBK  | 0    | 10    | 3      | 0         | 1         | 2         | 0             | 0                   |
| All-time | BSB             | BSB                           | BSB                  | BSB      | 2    | 23    | 15     | 5         | 4         | 6         | 0             | 0                   |
| Jaar     | Klasse          | Team                          | Motor                | Banden   | Pole | Races | Podium | 1e plaats | 2e plaats | 3e plaats | Snelste Ronde | WK Positie (punten) |
| 2011     | MotoGP          | Rizla Suzuki MotoGP           | Suzuki GSV-R800      | B        | 0    | 1     | 0      | 0         | 0         | 0         | 0             | 18e (6)*            |
| 2011     | WSBK            | Samsung Cresent Racing Suzuki | Suzuki GSX-R1000     | P        | 1    | 2     | 0      | 0         | 0         | 0         | 0             | 19e (20)            |
| 2011     | BSB             | Samsung Cresent Racing Suzuki | Suzuki GSX-R1000     | P        | 2    | 23    | 15     | 5         | 4         | 6         | 0             | 2e (645)            |
| 2010     | AMA SBK         | M4 Monster Energy Suzuki      | Suzuki GSX-R1000     | D        | 0    | 10    | 3      | 0         | 1         | 2         | 0             | 10e (151)           |
| 2009     | WSBK            | Stiggy Racing Honda           | Honda CBR1000RR      | P        | 0    | 7     | 0      | 0         | 0         | 0         | 0             | 23e (17)            |
| 2008     | MotoGP          | Kawasaki Racing Team          | Kawasaki Ninja ZX-RR | B        | 0    | 15    | 0      | 0         | 0         | 0         | 0             | 16e (57)            |
| 2007     | MotoGP (800 cc) | Rizla Suzuki MotoGP           | Suzuki GSV-R800      | B        | 0    | 18    | 4      | 0         | 1         | 3         | 2             | 4e (189)            |
| 2006     | MotoGP          | Rizla Suzuki MotoGP           | Suzuki GSV-R         | B        | 1    | 17    | 0      | 0         | 0         | 0         | 0             | 10e (116)           |
| 2005     | MotoGP          | Team Suzuki MotoGP            | Suzuki GSV-R         | B        | 0    | 17    | 0      | 0         | 0         | 0         | 0             | 14e (63)            |
| 2004     | MotoGP          | Team Suzuki MotoGP            | Suzuki GSV-R         | B        | 0    | 15    | 0      | 0         | 0         | 0         | 0             | 16e (45)            |
| 2003     | MotoGP          | Suzuki Grand Prix Team        | Suzuki GSV-R         | M        | 0    | 14    | 0      | 0         | 0         | 0         | 0             | 17e (29)            |
| 2002     | MotoGP (990 cc) | RedBull Yamaha WCM            | Yamaha YZR500        | D        | 0    | 15    | 0      | 0         | 0         | 0         | 0             | 15e (58)            |